# Henry Perrine
Henry Perrine   (New Brunswick, 5 d'abril de 1797 - 7 d'agost de 1840) va ser un metge i botànic dels Estats Units. Va ser cònsol a Campeche, Mèxic, i un entusiasta en introduir plantes tropicals als Estats Units.
Henry Edward Perrine va néixer a Nova Jersey, o bé a New Brunswick o a Cranbury Va estudiar medicina. El 1821 accidentalment es va enverinar per arsènic i mai se'n va recuperar del tot.
Després de l'enverinament per arsènic el fred l'afectava molt i el 1824 es va traslladar a Natchez a l'estat de Mississipi esperant que un clima més càlid l'ajudaria a recuperar-se. Allà va començar a estudiar les plantes medicinals, entre d'altres sobre la quinina (1826), ja que a Natchez la malària era una malaltia comuna.
La seva estada com a cònsol a Campeche durà deu anys i Perrine estava convençut que l'única part dels Estats Units on es podien introduir plantes tropicals, tal com volia que es fes el govern dels Estats Units, era la punta sud de Florida. El 1838 Perrine i la seva família se'n van anar a viure als Florida Keys per tal d'introduir-hi mitjançant un viver plantes tropicals tot i que en aquell moment hi havia guerra amb els indis seminoles els quals finalment van matar Perrine.